# Bányai József (újságíró)
Bányai József (Torda, 1928. január 11. – ?) magyar író, újságíró, szerkesztő.

## Életútja
Mint a kolozsvári cipőgyár ifjúmunkása kapcsolódott be a sajtóéletbe, a sajtóigazgatóságon töltött be tisztségeket, 1976-tól a Munkáséletet szerkesztette. Verseit és publicisztikai írásait az Előre, Művelődés, Brassói Lapok, Utunk közölte. Regénye, a Csillaghegy alatt (1975) gyermeki emlékezés egy erdélyi magyar család sorsára a második világháború sodrában.

## Művei
- Csillaghegy alatt. Regény; Kriterion, Bukarest, 1975